# Don Warrington

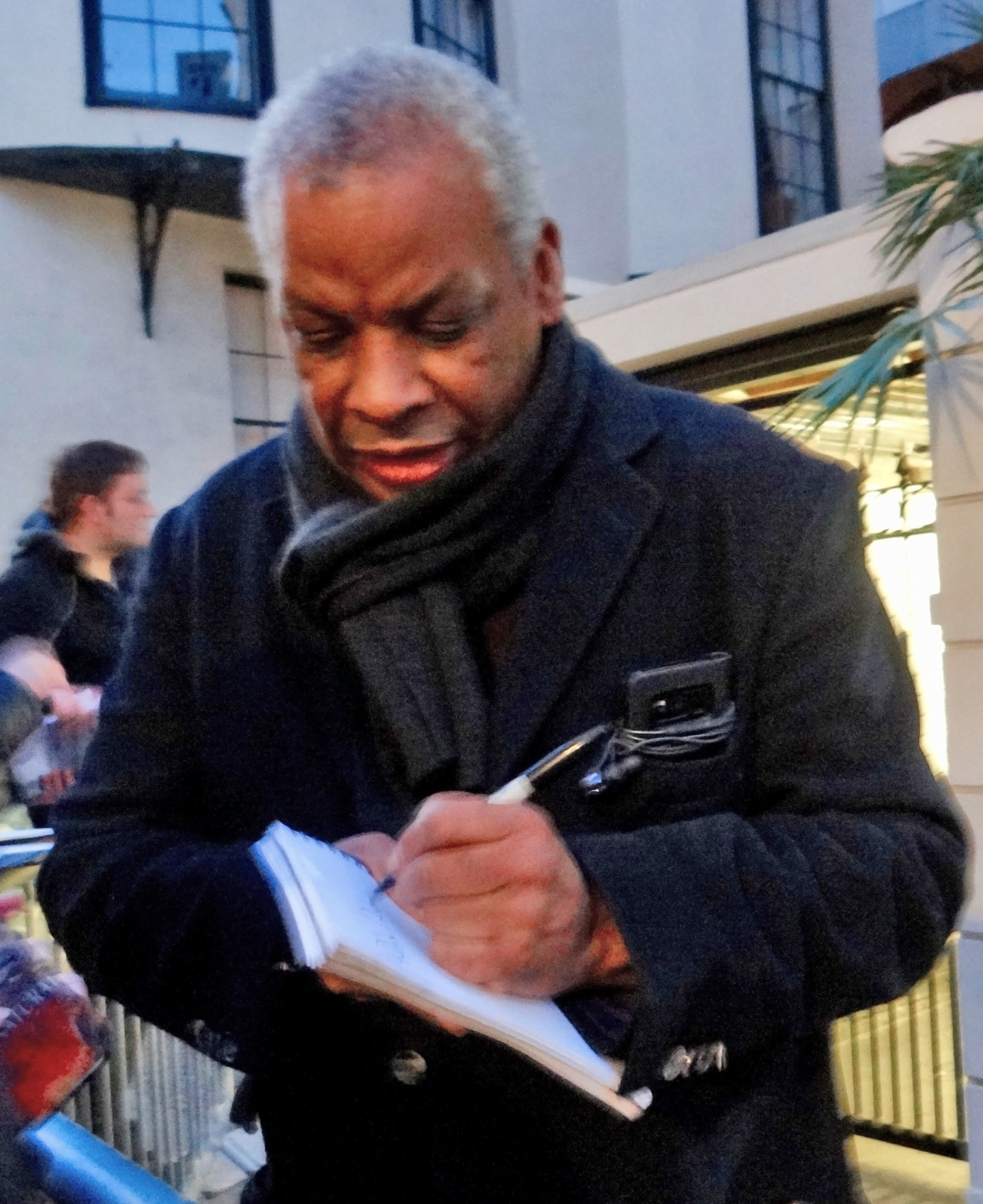
Don Warrington (2017)

Don Warrington (* 23. Mai 1951 in Trinidad, Trinidad und Tobago, Vereinigtes Königreich) ist ein britischer Schauspieler. Mit bürgerlichem Namen heißt er Donald Williams. Da zu Beginn seiner Laufbahn schon ein anderer Schauspieler unter diesem Namen auftrat, nahm er den Künstlernamen Don Warrington an. Im Jahr 2008 wurde er wegen seiner Verdienste um die Schauspielkunst („For services to Drama.“) zum Member of the British Empire ernannt.

## Leben
Warrington kam in Trinidad zur Welt. 1958 starb sein Vater, der Politiker Basil Kydd, im Alter von 48 Jahren; damals war Warrington, der noch den Familiennamen seiner Mutter Shirley Williams trug, sechs Jahre alt. Nach dem Tod von Basil Kydd entschloss sich Warringtons Mutter, die als Friseurin arbeitete, mit dem inzwischen achtjährigen Donald und seinem anderthalb Jahre älteren Bruder nach Newcastle upon Tyne in England umzuziehen.
Anfang 2023 war Warrington „seit mehr als zwei Jahrzehnten“ mit der Schauspielerin Mary Maddocks verheiratet. Das Paar lebt im Norden Londons und hat zwei erwachsene Söhne.
2008 nahm Warrington an der BBC-Tanzshow „Strictly Come Dancing“ teil, dem britischen Äquivalent der deutschen Tanzshow „Let’s Dance“. Seine Partnerin war Lilia Kopylova, im Vereinigten Königreich damals führend bei lateinamerikanischen Tänzen.

## Laufbahn als Schauspieler
Warrington begann seine Bühnenlaufbahn mit 17 Jahren. Er besuchte das Harris College (heute University of Central Lancashire) und absolvierte die Schauspielerausbildung am Drama Centre London.
Dem englischsprachigen Publikum wurde er nicht nur durch kleinere und größere Rollen in mehreren populären Fernsehserien bekannt, sondern auch durch vielbeachtete Bühnenauftritte im Royal National Theatre, der Royal Shakespeare Company, dem Bristol Old Vic und dem Royal Exchange, Manchester. Die Kritik feierte 2016 seine Interpretation der Rolle des Königs Lear.
Dem englischsprachigen Publikum am bekanntesten wurde Warrington durch seine Rolle als Philip Smith in der populären ITV-Sitcom „Rising Damp“ (1974–1978), einem weltweiten Publikum durch seine Rolle als Polizeidirektor (Commissioner) Selwyn Patterson in der Kriminalserie „Death in Paradise“ (seit 2011). Zusammen mit Élizabeth Bourgine (in der Rolle der Catherine Bordey) wirkt er seit Staffel 1 in dieser Serie mit und bürgt damit für personelle Kontinuität angesichts wechselnder Besetzungen bei den übrigen Hauptrollen.

## Filmografie (Auswahl)
- 1974–1978: Rising Damp (ITV-Sitcom)
- 1985–1987: C.A.T.S. Eyes (ITV-Detetektivserie)
- 1992: Red Dwarf (BBC Two-Sitcom)
- 1993: To Play the King (Teil 2 der BBC-Trilogie House of Cards)
- 2002–2003: Manchild (BBC-Two-Serie)
- 2003–2005: The Crouches (BBC-One-Serie)
- 2006–2007: New Street Law (BBC-One-Serie)
- 2006: Doctor Who (BBC-Serie)
- 2009–2010: Casualty (BBC-One-Serie)
- seit 2011: Death in Paradise (BBC One- und France 2-Kriminalserie)
- 2014: Chasing Shadows (ITV-Kriminalserie)
- 2016: The Five (Sky-One-Kriminalserie)
- 2020–2022: The World According to Grandpa (Channel 5-Serie)